# Зейбекико
Зейбекико (на гръцки: ζεϊμπέκικο) е гръцки традиционен танц в размер 9/4 или 9/8 и бавно темпо.
Състои от сложни стъпки, подскоци и прикляквания, които танцьорът импровизира. Традиционно се танцува само от мъже, но в съвременността понякога танцуват и жени. Изпълнява се индивидуално в кръг от публика, която е коленичила и поощрява танцуващия с ръкопляскания и провиквания. Допреди няколко десетилетия е съществувал обичаят публиката да чупи чинии на пода около танцуващия.
Вероятно танцът произлиза от турския танц зейбек, характерен за планинските воини зейбеки (по произход тюркмени и юруци), които обитават западна Мала Азия в периода 13-19 век.